# 関朝之
関 朝之（せき ともゆき、1965年 - ）は、日本のノンフィクションライター。
東京都出身。佛教大学社会学部中退。城西大学経済学部卒業。日本ジャーナリストセンター卒業。スポーツインストラクター、調理師等を経てノンフィクションライター。医療・労働・スポーツ・動物・農業などを取材テーマとする。医学ジャーナリスト協会会員、日本旅行作家協会会員、日本旅のペンクラブ会員。

## 作品
単著
- 『歓喜の街にスコールが降る』（現代旅行研究所）
- 『たとえば旅の文学はこんなふうにして書く』（同文書院）
- 『10人のノンフィクション術』（青弓社）
- 『きみからの贈りもの－小児がんとたたかった24人－』（青弓社）
- 『出会いと別れとヒトとイヌ』（誠文堂新光社）
- 『瞬間接着剤で目をふさがれた犬－純平－』（ハート出版）
- 『タイタニックの犬ラブ』（ハート出版）
- 『救われた団地犬ダン』（ハート出版）
- 『のら犬ティナと４匹の子ども』（ハート出版）
- 『高野山の案内犬ゴン』（ハート出版）
- 『声をなくした紙しばい屋さん』（PHP研究書）

共著
- 『事件・犯罪大事典』（東京法経学院出版）